# マピア語
マピア語（マピアご）は、オーストロネシア語族ミクロネシア諸語に属する言語である。かつてインドネシアの西パプア州に属するマピア環礁で話されていた。